# Akio Kaminaga
Akio Kaminaga (神永 昭夫?, Kaminaga Akio; Sendai, 22 dicembre 1936 – 21 marzo 1993) è stato un judoka giapponese, vincitore della medaglia d'argento nella categoria open ai Giochi olimpici di Tokyo 1964.

## Biografia
Akio Kaminaga nacque a Sendai nel 1936. Cominciò ad imparare l'arte del judo durante gli anni del liceo. In seguito, svolge il suo esame dan al Kōdōkan. Durante l'esame sconfigge 19 avversari e gli viene conferito il terzo dan.
Ciononostante, alle sessioni di judo dell'Università Meiji si dimostra più debole dei suoi avversari e così, dopo il diploma, sceglie di iscriversi alla Meiji e di continuare a praticare judo alla Kodokan. Ottenuta la laurea, diventa impiegato alla Fuji Steel (oggi Nippon Steel) come suggeritogli dal suo collega d'università e campione del mondo di judo 1958, Koji Sone. Dopo essere arrivato secondo ai mondiali di Tokyo 1958, Kaminaga si laurea campione giapponese di judo per tre volte (1960, 1961 e 1964) diventando il miglior judoka nipponico tra i pesi massimi assieme a Isao Inokuma, che sarà per tutta la sua vita rivale e amico.
Nel 1964, in occasione dei Giochi olimpici di Tokyo, si tengono le prime gare olimpiche di judo. Kaminaga decide di partecipare al torneo open con grandi aspettative ma, a causa di un infortunio ai legamenti del ginocchio, ottiene solo la medaglia d'argento, venendo battuto dall'olandese Anton Geesink che diventa la prima medaglia d'oro non giapponese del judo. Kaminaga fu molto criticato dai media giapponesi a causa del mancato en plein del Giappone nei quattro tornei olimpici di judo. L'anno successivo, Kaminaga si ritira dalle competizioni per colpa di un distacco della retina.
Nel 1968, diventa capo allenatore di judo nell'Università Meiji, dove insegnerà l'arte marziale al campione olimpico Haruki Uemura. In seguito, diventa allenatore della squadra giapponese di judo ai Giochi olimpici di Monaco 1972, ma rassegnerà le dimissioni dopo la sconfitta del suo pupillo Masatoshi Shinomaki nei turni preliminari del torneo. Tornerà ad essere allenatore olimpico anche a Barcellona 1992, ma l'anno dopo morirà a 56 anni per un cancro al colon.